# Selvaggia ossessione
Selvaggia ossessione (Wildly Available) è un film del 1996 diretto da Michael Nolin.

## Trama
Joe, un fotografo di successo, conduce una vita comoda e tranquilla con la moglie e la figlia adolescente; la sua esistenza prende una svolta improvvisa e inaspettata quando incontra una mistress esotica e sexy, Wendy, che lo introduce nel mondo sadomaso dei rapporti BDSM.